# Andaingo (geslacht)
Andaingo is een geslacht van vlinders van de familie slakrupsvlinders (Limacodidae).

## Soorten
- A. bicolor (Strand, 1913)
- A. ecclesiastica Hering, 1928
- A. melampepla (Holland, 1893)
- A. rufivena (Hering, 1928)